# THE GOLDEN HITS
THE GOLDEN HITS（ザ・ゴールデン・ヒッツ）は、1994年10月1日～2003年9月27日までTOKYO FMおよびJFN系列に放送されていた番組である。
「21世紀に残したいポップス」をキーワードにリスナーから洋・邦のナンバーをリクエストする番組で、パーソナリティは松本ともこが務めた。

## 番組の歴史
当初は『ONIX ゴールデンヒッツ』（オニキス ゴールデンヒッツ）として毎週土曜日の16:30スタートの25分番組としてスタート（この頃は一部の局で時間が異なっていた）。自動車ディーラーのオートコミュニケーションズ（ONIX）がスポンサーだったため、曲との間にドライバーへのワンポイントアドバイスが入ったりした。
その後、スポンサーがデジキューブ→アサヒ飲料と交代、タイトルも『デジキューブ ゴールデンヒッツ』→『アサヒ飲料ゴールデンヒッツ』と変遷していく。
1998年10月3日より放送時間が16時からとなり、55分に拡大。引き続きアサヒ飲料がスポンサーとなり、タイトルも『WONDA THE GOLDEN HITS』（ワンダ ザ・ゴールデン・ヒッツ）と改める（WONDAとは、アサヒ飲料が販売する缶コーヒーの名称）。さらにゲストコーナーを設け、CDギフト券や、缶コーヒー「WONDA」が当たるプレゼントクイズが新設された。
2003年9月27日、番組は9年の歴史に幕を下ろし、翌10月4日から提供がNTTドコモに代わるとともに『DOCOMO Hits from the Heart』がスタート、本番組から引き続き松本ともこがパーソナリティを担当。松本は『DOCOMO DREAM CALL』（2008年10月〜2010年3月）まで約15年半に亘り土曜16時枠でパーソナリティを務めた。

## ネット局
- 東京都：TOKYO FM ※製作局
- 北海道：AIR-G'
- 青森県：AFB
- 岩手県：FM IWATE
- 宮城県：Date fm
- 秋田県：AFM
- 山形県：Boy-FM（現Rhythm station）
- 福島県：ラジオ福島（JRN・NRNクロスネット、～1995.9）
→ふくしまFM（1995.10～）
- 栃木県：RADIO BERRY
- 群馬県：FMぐんま
- 新潟県：FM-NIIGATA
- 富山県：FMとやま
- 石川県：HELLO FIVE
- 福井県：FM福井
- 長野県：FM長野
- 岐阜県：Radio80（2001.4～、現FM GIFU）
- 静岡県：K-mix
- 愛知県：FM AICHI（現@FM）

- 滋賀県：e-radio
- 大阪府：fm osaka（現FM OH!）
- 兵庫県：Kiss-FM KOBE（2003.4～、現Kiss FM KOBE）
- 鳥取県・島根県：V-air
- 岡山県：FM岡山（1999.4～）
- 広島県：HFM
- 山口県：FMY
- 香川県：FM香川 be file 786
- 徳島県：FM徳島
- 愛媛県：JOEU-FM
- 高知県：Hi-Six
- 福岡県：FM FUKUOKA
- 佐賀県：FMS
- 長崎県：Smile-FM（現FM Nnagasaki）
- 熊本県：FM中九州（現エフエム・クマモト）
- 大分県：Air-Radio FM88
- 宮崎県：JOY FM
- 鹿児島県：μFM
- 沖縄県：FM沖縄

## その他
- 当番組とTSUTAYAが制作した洋楽のコンピレーションCD「GOLD」が3作9枚発売された。発売当時、TSUTAYAでこのCDを購入すると先着で缶コーヒー、WONDAが貰える特典を一部の店舗で行っていた。